# Tlalchichilco, Guerrero
Tlalchichilco är en ort i Mexiko.   Den ligger i kommunen Ahuacuotzingo och delstaten Guerrero, i den sydöstra delen av landet, 190 km söder om huvudstaden Mexico City. Tlalchichilco ligger 1 462 meter över havet och antalet invånare är 270.
Terrängen runt Tlalchichilco är kuperad, och sluttar västerut. Runt Tlalchichilco är det glesbefolkat, med 18 invånare per kvadratkilometer. Närmaste större samhälle är Alpuyecancingo de las Montañas, 3,6 km söder om Tlalchichilco. I omgivningarna runt Tlalchichilco växer huvudsakligen savannskog.